# Варадгамма
Варадгамма (*бірм. ဝရဓမ္မရာဇာ, д/н — 20 червня 1692) — 25-й володар М'яу-У в 1685—1692 роках. Повне ім'я Варадгаммараза.

## Життєпис
Син Санда Тхудгамми, володаря М'яу-У. Відомостей про нього обмаль. Ймовірно 1685 року повалив свого брата Тхірі Турію, що за рік до того прийшов до влади за підтримки каман (палацової гвардії з лучників) та афганських найманців з Північної Індії. Останні невдовзі придушили заколот військового очільника Тхункейток'ї, що очолював повалення Тхірі Турії. Наслідком стало повне панування каман й подальший занепад влади монарха.
Намагався приборкати знать, стикнувшись в низкою повстань племен текс (шаки), мйонс та лінгей на заході та півночі. Погіршення економічної ситуації через втрату в попередні роки порту Читтагонг відбилося на можливості залучати європейських найманців, внаслідок чого каман й афганці стали провідною військовою та політичною силою. Намагався придушити повстання племен, але тим допомагали князівства Твіпра і Маніпур. Особливо потужне було повстання бенгальців 1688 року, яке не вдалося придушити.
1691 року було здійснено перший грабіжницький напад на землі М'яу-У з боку царства Ахом, війська якого пограбвали місто Мйонгаба. 1692 року Варадгамма був повалений  каман, які передали владу його старшому брату Манідгамма.